# 푸에르타 데 아르간다역
푸에르타 데 아르간다 역(스페인어: Puerta de Arganda)은 마드리드 지하철 9호선의 역이다. 마드리드 비칼바로 구의 미시건 거리 지하에 위치해 있다. 산 시프리아노 거리, 그란비아 델 에스테가 만나는 교차로와 근접해 있다. 요금구역 상으로는 A구역에 속한다.
지하철역 바로 위에는 세르카니아스 마드리드의 비칼바로 역이 위치해 있고, 이곳으로 C2호선과 C7호선이 다니기 때문에 환승이 가능하다.

## 역사
1998년 12월 1일 9호선이 파보네스 역에서 이곳까지 연장되면서 문을 열었다. 잠시 시종착역으로 남다가 1999년 4월 7일에 9호선이 아르간다 델 레이 역까지 재차 연장되면서 일반역이 되었다. 초창기에는 지금처럼 TFM선과 본선으로 나뉜 형태가 아니었기 때문에 도심에서 오는 일부 열차는 아르간다 델 레이까지 운행하고 나머지는 운행을 멈추는 방식으로 운영되었다. 이후 9호선이 본선과 TMF선으로 나뉘면서 이곳에 도착하는 열차는 아르간다행이든 도심행이든 모두 이곳에서 운행을 멈추고, 한쪽 구간으로 계속 이동해야 한다면 상대 열차로 갈아타서 이동하는 방식으로 바뀌었다.
푸에르타 데 아르간다 역은 2면 2선의 구조이며, 양 승강장에 중앙승강장이 수직으로 걸쳐 있다. 따라서 앞서 언급한 것처럼 한쪽 구간으로 이어서 이동하려면 이 중앙승강장을 거쳐 반대편 승강장으로 이동하면 된다. 중앙승강장에는 각 구간의 요금이 적용되는 승차 개찰구와 승차권 발매기가 설치되어 있다.
2018년 8월 4일부터 9월 1일까지는 공사 작업으로 잠시 문을 닫는다.

## 환승 정보
역 주변에 버스 정류장이 총 다섯 곳 있다.
버스
- 시내버스
  - 4, 71, 100, T23, E3번 노선 (주간)
  - N7번 노선 (야간)
- 시외버스
  - 287번 노선 (주간)

지하철과 세르카니아스
| 마드리드 지하철                   | 마드리드 지하철             | 마드리드 지하철                            |
| --------------------------------- | --------------------------- | ------------------------------------------ |
| 산 시프리아노 파코 데 루시아      | 마드리드 지하철 9호선       | 시·종착역                                  |
| 시·종착역                         | 마드리드 지하철 9호선 (TMF) | 리바스 우르바니사시오네스 아르간다 델 레이 |
| 세르카니아스 마드리드             |                             |                                            |
| 산타 에우헤니아 차마르틴          | C2호선                      | 코슬라다 과달라하라                        |
| 산타 에우헤니아 푸엔테 데 라 모라 | C7호선                      | 코슬라다 알칼라 데 에나레스                |